# Benthamia glaberrima
Benthamia glaberrima är en orkidéart som först beskrevs av Henry Nicholas Ridley, och fick sitt nu gällande namn av Joseph Marie Henry Alfred Perrier de la Bâthie. Benthamia glaberrima ingår i släktet Benthamia och familjen orkidéer. Inga underarter finns listade i Catalogue of Life.